# Académie royale d'ingénierie (Espagne)
Pour les articles homonymes, voir Rai.
L'Académie royale d'ingénierie (en espagnol : Real Academia de Ingeniería, RAI) est une institution espagnole dont le but est de promouvoir des travaux et des études qui reflètent le progrès scientifique dans le domaine de l'ingénierie, de ses applications technologiques et de ses techniques opérationnelles.
Son président est, depuis 2023, Jaime Domínguez Abascal.

## Histoire
L'Académie d'ingénierie est créée en vertu du décret royal 859/1994 du 29 avril 1994, ce qui en fait la première académie nationale fondée sous le règne du roi Juan Carlos Ier.
Le 7 juin 2005, le Département national du patrimoine, par l'intermédiaire du ministère de l'Éducation et des Sciences, accorde l'utilisation de l'espace public du palais du marquis de Villafranca (un bâtiment du patrimoine historique espagnol) à l'Académie royale d'ingénierie comme siège pour la fourniture de ses services et la réalisation de ses activités.
Le roi inaugure officiellement le siège de l'Académie royale d'ingénierie le 16 novembre 2010 après l'achèvement des travaux de rénovation du bâtiment, qui ont duré vingt mois.
Le 27 janvier 2007, le troisième conseil d'administration est élu, pour la période 2007-2011. Il est composé des membres Aníbal R. Figueiras, Pere Brunet, José Antonio Martín Pereda, Ramón Argüelles, Enrique Cerdá et José Ignacio Pérez Arriaga.

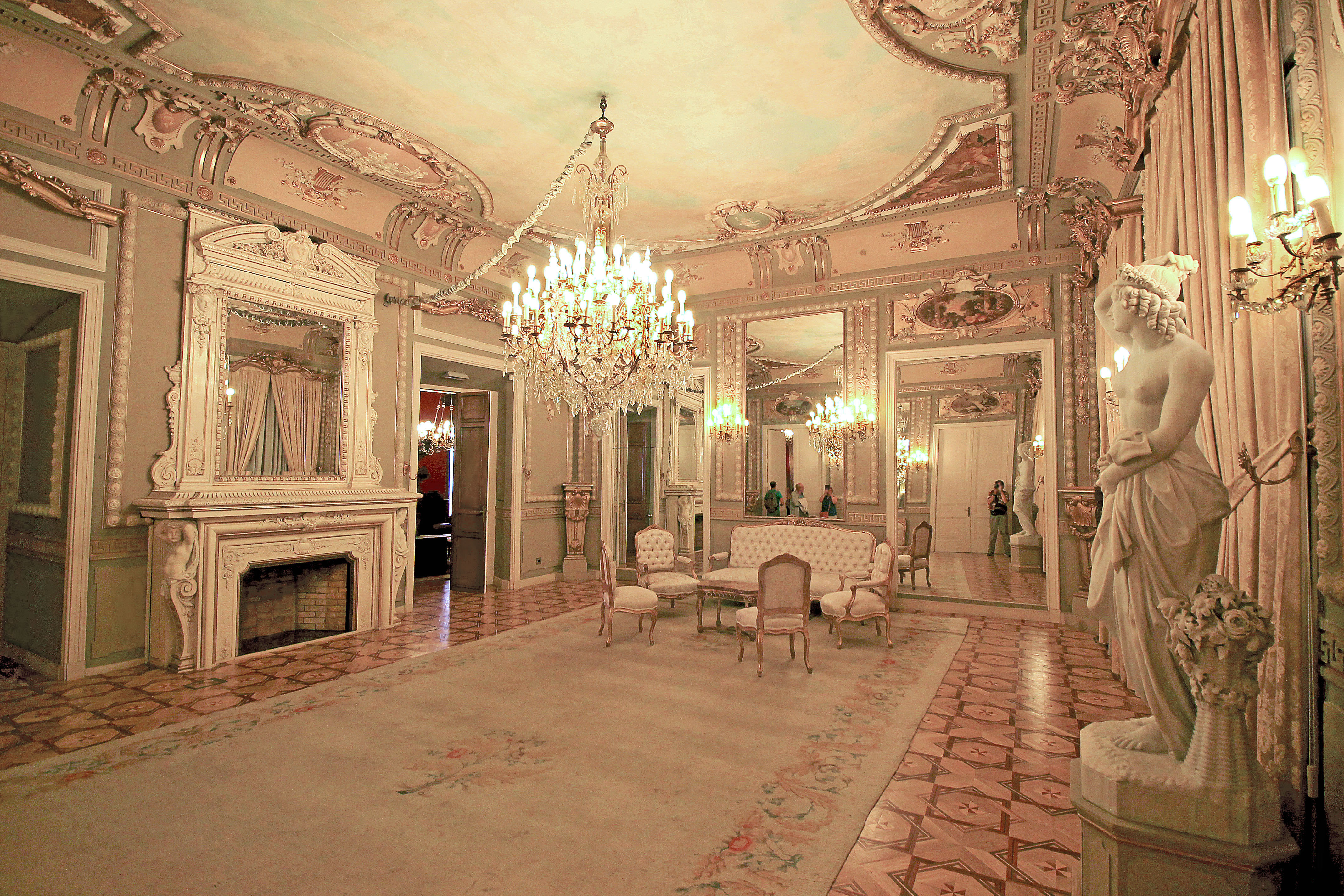
Salle de bal de l'ancien manoir du marquis de Villafranca, datant des années 1870.

## Présidents
L'Académie royale d'ingénierie a eu différents présidents tout au long de son histoire :
- 1995 : Elías Fereres Castiel
- 2003 : Enrique Alarcón Álvarez
- 2007 : Aníbal R. Figueiras Vidal
- 2011 : Elías Fereres Castiel
- 2019 : Antonio Colino Martínez
- 2023 : Jaime Domínguez Abascal

## Membres permanents élus
- Javier Rui-Wamba Martija
- Juan Ramón Sanmartín Losada
- Juan-Miguel Villar Mir
- Juan José Martínez García[7] (mort le 6 août 2001)
- Miguel Ángel Lagunas Hernández
- Aníbal R Figueiras Vidal
- Miguel Ángel Losada Rodríguez
- Enrique Cerdá Olmedo (es)
- Manuel Silva Suarez (es)
- Roberto Fernández de Caleya y Álvarez (mort le 23 janvier 2004)
- Jaime Domínguez Abascal
- Ricardo Torrón Durán
- José Alberto Pardos Carrión
- Pilar Carbonero Zalduegui (es)
- Joan Margarit i Consarnau
- José Ignacio Pérez Arriaga
- María Vallet Regí
- José Luis López Ruiz (mort le 20 avril 2009)
- Andrés López Pita
- Antonio Colino Martínez
- Joaquim Coello Brufau (es)
- Javier Jiménez Sendín (es)
- Josefina Gómez Mendoza
- Luis Lada Diaz
- Manuel Doblaré Castellano
- Luis Alfonso Gil Sánchez
- Jaime Conde Zurita
- José Manuel Sanjurjo Jul
- Manuel Hita Romero
- Ramón Agustí Comes
- Juan Antonio Zufiria Zatarain
- José Domínguez Abascal (es)
- Eloy Ignacio Álvarez Pelegry